# Староводолазька сільська рада
Староводола́зька сільська́ ра́да — адміністративно-територіальна одиниця та орган місцевого самоврядування в Нововодолазькому районі Харківської області. Адміністративний центр — село Стара Водолага.

## Загальні відомості
- Територія ради: 51,97 км²
- Населення ради: 851 особа (станом на 2001 рік)
- Територією ради протікає річка Мжа.

## Населені пункти
Сільській раді підпорядковані населені пункти:
- с. Стара Водолага
- с. Бахметівка
- с. Павлівка

## Склад ради
Рада складається з 14 депутатів та голови.
- Голова ради: Гапченко Вітор Олексійович
- Секретар ради: Хихля Оксана Миколаївна

### Керівний склад попередніх скликань
| Прізвище, ім'я, по батькові | Основні відомості                                                 | Дата обрання | Дата звільнення |
| --------------------------- | ----------------------------------------------------------------- | ------------ | --------------- |
| Гапченко Віктор Олексійович | Сільський голова, 1959 року народження, безпартійний              | 26.03.2006   | 31.10.2010      |
| Гапченко Вітор Олексійович  | Сільський голова, 1959 року народження, освіта вища, безпартійний | 31.10.2010   |                 |

Примітка: таблиця складена за даними сайту Верховної Ради України

### Депутати
За результатами місцевих виборів 2010 року депутатами ради стали:

#### За суб'єктами висування
| Суб'єкт висування           | Кількість обраних депутатів | %    |
| --------------------------- | --------------------------- | ---- |
| Самовисування               | 10                          | 71,4 |
| Комуністична партія України | 2                           | 14,3 |
| Партія регіонів             | 2                           | 14,3 |

#### За округами
| № округу                    | Прізвище, ім'я, по батькові    | Дата визнання обраним | Освіта  | Партійна приналежність                        | Відомості про обраного депутата                                                    |
| --------------------------- | ------------------------------ | --------------------- | ------- | --------------------------------------------- | ---------------------------------------------------------------------------------- |
| Комуністична партія України |                                |                       |         |                                               |                                                                                    |
| 13                          | Коротенька Вікторія Іванівна   | 03.11.2010            | середня | позапартійна                                  | ПП Коротецька, приватний підприємець                                               |
| 14                          | Коротенький Віктор Павлович    | 03.11.2010            | середня | позапартійний                                 | АСП «Вільхуватка», водій                                                           |
| Партія регіонів             |                                |                       |         |                                               |                                                                                    |
| 8                           | Шматько Світлана Олександрівна | 03.11.2010            | вища    | член Партії регіонів                          | Нововодолазька районна рада, головний бухгалтер                                    |
| 10                          | Дігтяр Галина Павлівна         | 03.11.2010            | вища    | позапартійна                                  | Староводолазька загальноосвітня школа I-III ст., вчитель                           |
| Самовисування               |                                |                       |         |                                               |                                                                                    |
| 1                           | Хихля Оксана Миколаївна        | 03.11.2010            | середня | позапартійна                                  | Староводолазька сільська рада, головний бухгалтер                                  |
| 2                           | Тридуб Валентина Михайлівна    | 03.11.2010            | середня | позапартійна                                  | Староводолазька сільська рада, спеціаліст 2 категорії                              |
| 3                           | Столяренко Галина Сергіївна    | 03.11.2010            | середня | позапартійна                                  | Староводолазька загальноосвітня школа I-III ст., бібліотекар                       |
| 4                           | Волох Віктор Володимирович     | 03.11.2010            | середня | позапартійний                                 | Районна організація «УТМР», єгер                                                   |
| 5                           | Шпак Олена Михайлівна          | 03.11.2010            | середня | позапартійна                                  | Староводолазька амбулаторія загальної практики — сімейної медицини, медична сестра |
| 6                           | Сабельнік Світлана Вікторівна  | 03.11.2010            | вища    | позапартійна                                  | Відділ Держкомзему в Нововодолазькому р-ні, головний спец. з кадрової роботи       |
| 7                           | Радченко Надія Володимирівна   | 03.11.2010            | середня | позапартійна                                  | ПП Радченко, приватний підприємець                                                 |
| 9                           | Осауленко Клавдія Миколаївна   | 03.11.2010            | середня | позапартійна                                  | АСП"Вільхуватка"., комірник                                                        |
| 11                          | Тридуб Олена Леонідівна        | 03.11.2010            | середня | член Політичної партії «Наша Україна»         | ВПЗ Стара Водолага, начальник відділення                                           |
| 12                          | Пальчик Клавдія Михайлівна     | 03.11.2010            | середня | член Всеукраїнського об'єднання «Батьківщина» | пенсіонер                                                                          |